# Эюпспор
«Эюпспор» (тур. Eyüp Spor Kulübü) — турецкий профессиональный футбольный клуб, базирующийся в стамбульском районе Эюп и выступающий в Суперлиге. Создан в 1919 году, гостей принимает на стадионе «Эюп» вместимостью в 2500 человек. В сезоне 2023/24 впервые в своей истории завоевал право на выход в Суперлигу — высший эшелон турецкого футбола.

## История
Команда была основана в 1919 году Джемалем Кылычом и его друзьями, большую часть своей истории выступая в низших любительских дивизионах. Цветами команды стали лавандовый и жёлтый. В период с 1934 по 1937 годы коллектив выступал в Первой стамбульской лиге, практически регулярно борясь за чемпионство в турнире.
В 1956 году команда официально получила профессиональный статус, а в 1959 году стала победителем городского первенства Стамбула.
В сезоне 1982/83 коллектив дебютировал в общенациональных соревнованиях, выйдя в Первую лигу, второй дивизион турецкого футбола, однако уже довольно скоро выбыл.
В 2014—2015 годах клуб играл во Второй лиге, третьем дивизионе, заняв 2-е место в котором, снова обеспечил себе место во втором дивизионе.
В сезоне 2018/19 коллектив стал 9-м в турнирной таблице состязаний. Тогда же новым президентом клуба на общем заседании руководства был избран Мурат Озкая.
В сезоне 2020/21 «Эюпспор» стал чемпионом Красной группы Второй Лиги, 37 лет спустя возвратившись в Первую лигу.
7 апреля 2024 года клуб под руководством бывшего игрока «Барселоны» Арды Турана впервые в своей истории сумел выйти в Суперлигу, обыграв измирский «Алтай» со счётом 4:1.

## Принципиальные соперники
У «Эюпспора» сложилось сильное соперничество с командами «Касымпаша», «Фатих Карагюмрюк» и «Бейкоз». Во время матчей между клубами нередко происходят беспорядки.